# Labeobarbus intermedius
Labeobarbus intermedius là một loài các trong họ Cyprinidae. Chúng thường xuất hiện đổng vùng biển Đông Phi, với kích cỡ lớn nhất đạt đến 50 cm (20 in).

## Danh pháp đồng nghĩa
- Barbus erlangeri Boulenger, 1903
- Barbus gregorii Boulenger, 1902
- Barbus intermedius Rüppell, 1835
- Barbus intermedius intermedius Rüppell, 1835
- Barbus intermedius australis Banister, 1973
- Barbus intermedius leptosoma Boulenger, 1902
- Barbus intermedius microstoma Boulenger, 1902
- Barbus plagiostomus Bini, 1940
- Labeobarbus intermedius australis (Banister, 1973)
- Luciobarbus elongatus (Rüppell, 1836)